# Pineville, Louisiana
Pineville är en stad (city) i Rapides Parish i delstaten Louisiana i USA. Staden hade 14 384 invånare, på en yta av 33,99 km² (2020). Den ligger vid floden Red River och på andra sidan floden ligger den lite större staden Alexandria. Pineville är säte för Louisiana College.